# Michał Chyczewski
Michał Jan Chyczewski (ur. 21 marca 1980 w Białymstoku) – polski menedżer, finansista, urzędnik państwowy. Wiceprezes zarządu Alior Banku pełniący obowiązki prezesa banku w latach 2017–2018. Stały Przedstawiciel Rzeczypospolitej Polskiej przy Światowej Organizacji Handlu w Genewie w latach 2015–2016. Wiceminister Skarbu Państwa w latach 2007–2009.

## Życiorys
Absolwent studiów na kierunku metody ilościowe i systemy informacyjne w Szkole Głównej Handlowej w Warszawie oraz studiów MBA na Uniwersytecie w St. Gallen (HSG). Karierę zawodową rozpoczął w polskim oddziale Arthur Andersen, a następnie kontynuował w Banku BPH S.A.
W wyborach samorządowych w 2006 został wybrany radnym dzielnicy Ursynów m.st. Warszawy z listy Platformy Obywatelskiej. Złożył mandat w związku z otrzymaniem nominacji do pierwszego rządu Donalda Tuska.
W latach 2007–2009 podsekretarz stanu w Ministerstwie Skarbu Państwa, odpowiedzialny za nadzór nad instytucjami finansowymi. Następnie pełnił funkcje wiceprezesa Kredobanku z grupy kapitałowej PKO Banku Polskiego S.A., dyrektora zarządzającego w Banku Gospodarstwa Krajowego, członka rady nadzorczej Krajowego Funduszu Kapitałowego oraz partnera inwestycyjnego w MCI Management S.A.
W latach 2015–2016 Stały Przedstawiciel Rzeczypospolitej Polskiej przy Światowej Organizacji Handlu w Genewie.
14 czerwca 2017 został powołany przez radę nadzorczą na funkcję wiceprezesa zarządu Alior Banku, pełniącego obowiązki prezesa. Funkcję objął 29 czerwca 2017, a rezygnację złożył 12 marca 2018, zanim Komisja Nadzoru Finansowego zdążyła zatwierdzić decyzję rady nadzorczej.
W latach 2018–2021 wiceprezes zarządu Sklepy Komfort S.A.. W latach 2022–2024 wiceprezes zarządu Towarzystwa Ubezpieczeniowego Link4.
Od 2010 roku członek Rady Programowej Europejskiego Kongresu Finansowego.

## Życie prywatne
Mąż Beaty Chyczewskiej, aktorki, córki aktorów Edwarda Linde-Lubaszenko oraz Beaty Paluch-Zaryckiej. Syn profesora nauk medycznych Lecha Chyczewskiego i profesor nauk medycznych Elżbiety Chyczewskiej. Brat profesor nauk medycznych Beaty Naumnik.
Autor książki Chyczewscy. Potomkowie Macieja Czarnego z Chyczewa. 500 lat historii.